# ベニジュケイ

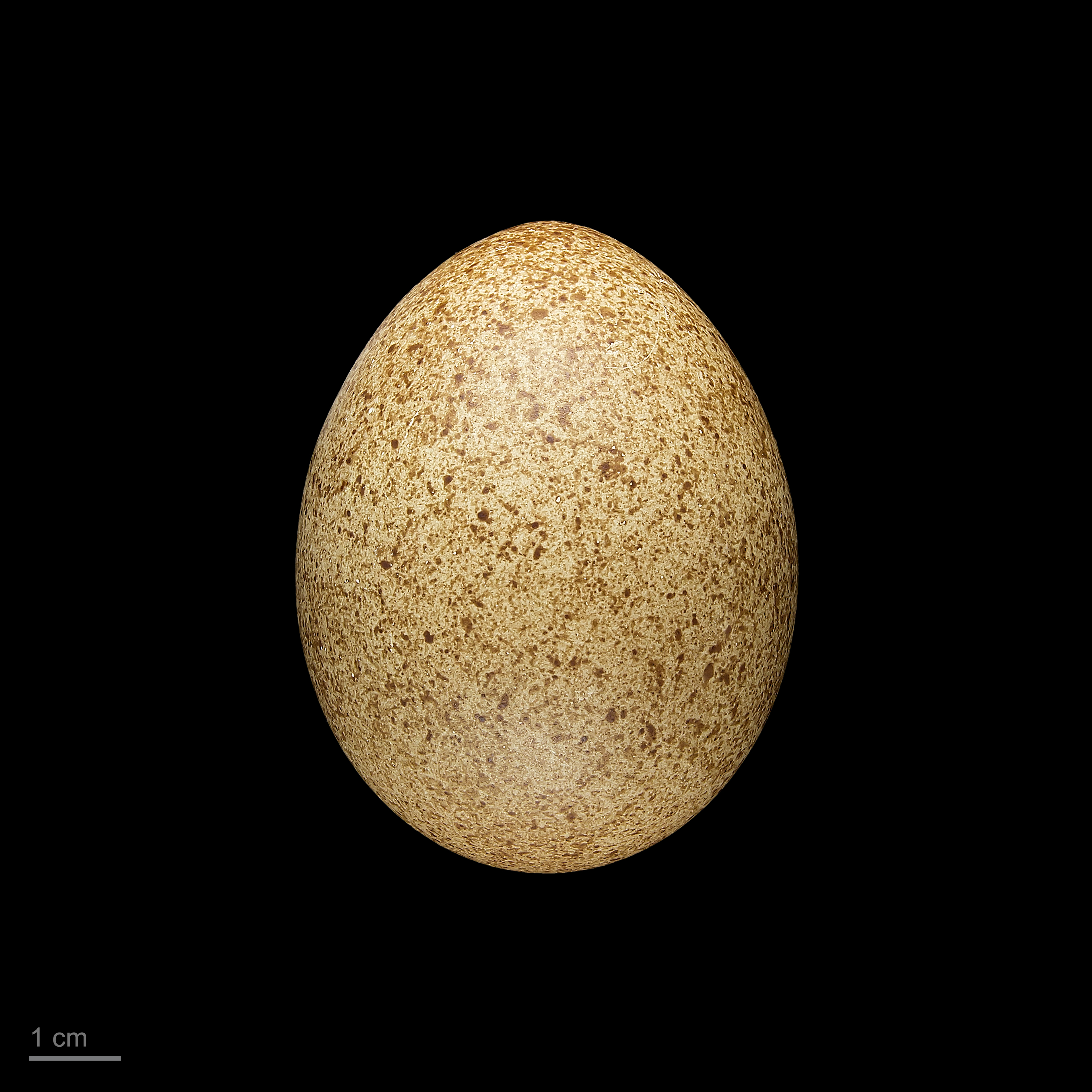
Tragopan temminckii

ベニジュケイ （紅綬鶏、学名：Tragopan temminckii）は、キジ目キジ科に分類される鳥類。

## 分布

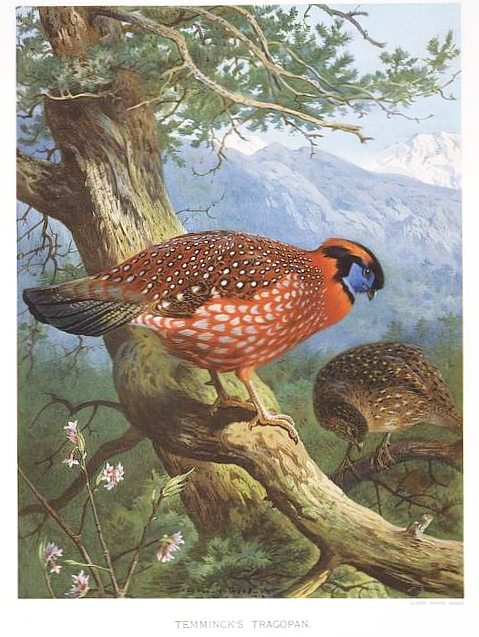
ベニジュケイ

中華人民共和国、チベット、インド、ベトナム